# Мухаметшин, Фарит Мубаракшевич
Фари́т Мубара́кшевич Мухаме́тшин (тат. Фәрит Мөбәрәкшә улы Мөхәммәтшин; род. 31 января 1947, Большие Кокузы, Татарская АССР) — российский государственный деятель, дипломат. Член Совета Федерации ФС РФ — представитель от исполнительного органа государственной власти Самарской области — заместитель председателя Комитета Совета Федерации по международным делам (2018—2024), Доктор политических наук, профессор.
Из-за поддержки российско-украинской войны — под санкциями 27 стран ЕС, Великобритании, США, Канады, Швейцарии, Австралии, Украины, Новой Зеландии.

## Биография
Родился 31 января 1947 года в селе Большие Кокузы Татарской АССР.
В 1970 году окончил Казанский авиационный институт. Работал на различных инженерных и руководящих должностях в Центральном аэрогидродинамическом институте им. Н. Е. Жуковского.
В 1977—1987 годах — референт, старший референт, заведующий отделом, заместитель председателя Комитета молодёжных организаций СССР. В 1983 году окончил вечернее отделение Московского государственного педагогического института иностранных языков им. Мориса Тореза. Владеет английским, турецким и персидским языками.
В 1990 году окончил Дипломатическую академию МИД СССР.
С 1990 года — на дипломатической службе в МИД СССР: первый секретарь, советник, заведующий отделом, заместитель, первый заместитель начальника Управления.
- В 1993—1995 годах — первый заместитель директора Департамента по связям с субъектами Федерации, парламентом и общественно-политическими организациями МИД России. В 1994 году защитил кандидатскую диссертацию по политологии «Проблемы исламского фундаментализма в общественно-политической жизни и во внешней политике Ирана и Афганистана» (научный руководитель О. К. Абдуллаев; официальные оппоненты Г. Г. Кадымов и М. С. Капица).
- В 1995—1999 годах — заместитель премьер-министра Республики Татарстан — полномочный представитель Республики Татарстан при президенте Российской Федерации. В 1998 году защитил докторскую диссертацию «Ислам в политической жизни России».
- С 5 мая 1999 по 23 июня 2003 года — начальник Департамента по связям с Федеральным собранием, общественными организациями и религиозными объединениями Аппарата правительства Российской Федерации[3][4].
- С 17 июня 2003 по 17 октября 2008 года — чрезвычайный и полномочный посол Российской Федерации в Республике Узбекистан[5][6].
- С 17 октября 2008 по 5 марта 2012 года — руководитель Федерального агентства по делам Содружества Независимых Государств, соотечественников, проживающих за рубежом и по международному гуманитарному сотрудничеству[7][8].
- С 20 ноября 2008 по 5 марта 2012 года — специальный представитель Президента Российской Федерации по связям с государствами — участниками Содружества Независимых Государств[9][10].
- С 5 апреля 2012 по 2 июля 2018 года — чрезвычайный и полномочный посол Российской Федерации в Республике Молдова[11][12].
- С 17 сентября 2018 по 13 сентября 2024 года — член Совета Федерации ФС РФ — представитель от Правительства Самарской области[13].

## Санкции
Из-за поддержки российской агрессии и нарушения территориальной целостности Украины во время российско-украинской войны находится под персональными международными санкциями разных стран.
9 марта 2022 года, на фоне вторжения России на Украину, внесён в санкционный список всех стран Европейского союза так как он голосовал за ратификацию договоров о дружбе с самопровозглашёнными ЛНР и ДНР.
24 марта 2022 года внесён в санкционный список Канады «соратников режима» за «содействие в нарушения суверенитета и территориальной целостности Украины»
30 сентября 2022 года внесён санкционный список Соединенных Штатов Америки «за аннексию Путиным регионов Украины» и одобрения закона о фейках. Государственный департамент отмечает что сенаторы  «проголосовали за одобрение просьбы Путина о вводе войск в Украину, что послужило неоправданным предлогом для полномасштабного вторжения России в Украину».
По аналогичным основаниям, с 15 марта 2022 года находится под санкциями Великобритании. . С 16 марта 2022 года находится под санкциями Швейцарии. С 21 апреля 2022 года находится под санкциями Австралии.
Указом президента Украины Владимира Зеленского от 7 сентября 2022 находится под санкциями Украины. С 3 мая 2022 года находится под санкциями Новой Зеландии.

## Семья
Женат, двое сыновей.

## Награды
- Орден «За заслуги перед Отечеством» III степени (18 апреля 2022) — за большой вклад в развитие парламентаризма, активную законотворческую деятельность и многолетнюю добросовестную работу[23]
- Орден «За заслуги перед Отечеством» IV степени (30 июня 2012) — за большой вклад в реализацию внешнеполитического курса Российской Федерации и многолетнюю добросовестную работу[24]
- Орден Александра Невского (27 июня 2017) — за большой вклад в реализацию внешнеполитического курса Российской Федерации и многолетнюю добросовестную работу[25]
- Орден Почёта (23 февраля 1998) — за заслуги перед государством, многолетний добросовестный труд и большой вклад в укрепление дружбы и сотрудничества между народами[26]
- Орден Дружбы (22 мая 1997) — за заслуги перед государством и большой вклад в укрепление дружбы и сотрудничества между народами[27]
- Орден Дружбы народов (21 февраля 1986)
- Орден «Дуслык» (17 января 2025, Татарстан, Россия) — за особый вклад в укрепление международного авторитета Республики Татарстан, многолетнюю плодотворную работу и активную общественную деятельность[28]
- Благодарность президента Российской Федерации (19 февраля 2002) — за большой вклад в разработку проекта федерального бюджета на 2002 год и активное участие в законотворческой деятельности[29]
- Почётная грамота правительства Российской Федерации (21 декабря 2000) — за многолетний безупречный труд[30]
- Благодарность Правительства Российской Федерации (24 июня 2001) — за успешное осуществление взаимодействия с палатами Федерального собрания Российской Федерации в период весенней сессии 2001 года и активную работу в Комиссии Правительства Российской Федерации по законопроектной деятельности[31]
- Почётная грамота президента Российской Федерации (4 декабря 2023) — за заслуги в проведении Международного экономического форума „Россия - исламский мир: Kazan forum“[32]
- Орден Почёта (18 июля 2018, Молдавия) — в знак глубокой признательности за значительный вклад в развитие и укрепление молдо-российских отношений дружбы и сотрудничества[33]
- Орден «Дружба» (2007, Узбекистан)[34]
- Орден Русской Православной Церкви Святого благоверного князя Даниила Московского II степени
- Высшая награда, Православной церкви Молдовы — Орден Признательности (10 мая 2017) — за постоянную поддержку инициатив Кишинёвско-Молдавской митрополии и по случаю юбилейной даты — 70-летия со дня рождения посла[35].

## Дипломатический ранг
- Чрезвычайный и полномочный посланник 2 класса (10 декабря 1995)[36]
- Чрезвычайный и полномочный посланник 1 класса (2 декабря 2004)[37]
- Чрезвычайный и полномочный посол (6 марта 2007)[38].